# Mesochorus trifoveatus
Mesochorus trifoveatus är en stekelart som beskrevs av Schwenke 2004. Mesochorus trifoveatus ingår i släktet Mesochorus och familjen brokparasitsteklar. Inga underarter finns listade i Catalogue of Life.